# Phytocoris brevicornis
Phytocoris brevicornis är en insektsart som beskrevs av Knight 1968. Phytocoris brevicornis ingår i släktet Phytocoris och familjen ängsskinnbaggar. Inga underarter finns listade i Catalogue of Life.